# Merad
Merad (în arabă مراد) este o comună din provincia Tipaza, Algeria.
Populația comunei este de 19.916 locuitori (2008).